# Woeste Hoeve

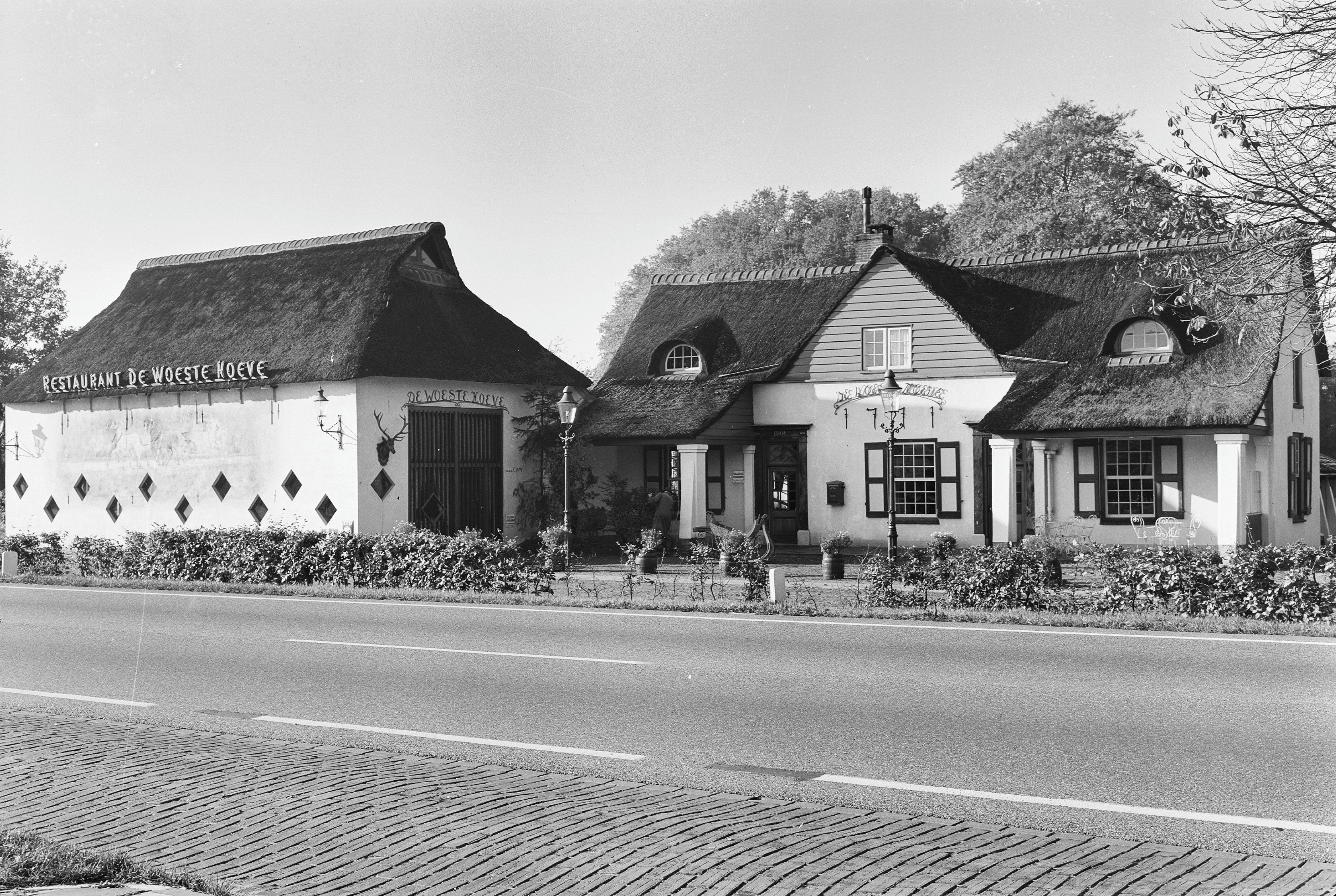
Das Gehöft Woeste Hoeve ist heute ein Restaurant (Foto Oktober 1967)

Woeste Hoeveⓘ (deutsch „wüstes“ oder „ödes Gehöft“; also: „Einödhof“) ist ein Gehöft bei Apeldoorn. Kurz vor Ende des Zweiten Weltkriegs, während der deutschen Besetzung der Niederlande (1940–1945), kam dieser Ort zu trauriger Berühmtheit.

## Geschichte

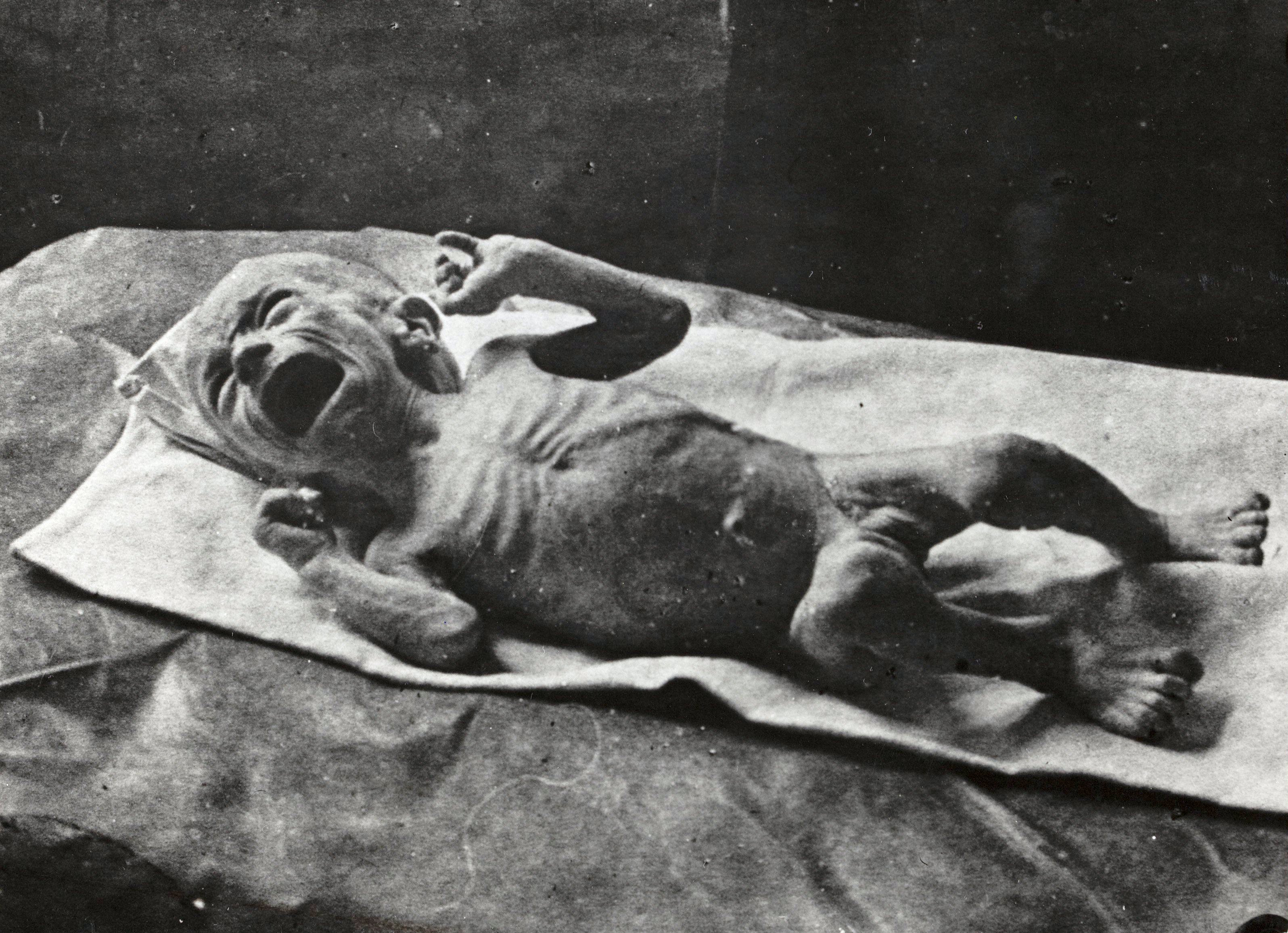
Hungerndes Baby, vier Monate alt, Breda, 1. Januar 1945

Es war die Zeit des Hongerwinter (deutsch „Hungerwinter“ 1944/45). In den letzten Monaten des Krieges herrschte große Not und viele Menschen verhungerten. Niederländische Widerstandskämpfer versuchten der Bevölkerung zu helfen und Nahrungsmittel zu beschaffen. Am 6. März 1945 hatten sie herausgefunden, dass die Wehrmacht am nächsten Morgen drei Tonnen Fleisch in einem Schlachthof in Epe, etwa 15 Kilometer nördlich von Apeldoorn, zusammenstellen würde. Einige Kämpfer wurden beauftragt, hiervon Nahrung zu „organisieren“. Sie tarnten sich mit deutschen Uniformen und beschlossen, den für den Transport nötigen Lastwagen zuvor von der Wehrmacht zu erbeuten.
Dazu versteckten sie sich in der Nähe des einsamen Gehöfts Woeste Hoeve an der Straße (Rijksweg 50), die Apeldoorn und Arnhem miteinander verbindet, und warteten auf den nächsten Wehrmachts-Lkw. Kurz darauf hörten sie, wie sich ein Kraftfahrzeug mit schwerem Motor näherte, postierten sich mitten auf der Straße und hielten es an. Überraschenderweise stellte sich heraus, dass es nicht der ersehnte Lkw war, sondern ein schwerer Pkw mit drei Personen. Es entbrannte ein Feuergefecht, in dem ein deutscher Offizier und der Fahrer des Wagens getötet wurde. Ein weiterer Offizier, der neben dem Fahrer gesessen hatte, lag leblos auf dem Boden.
Im Dunkeln übersahen die Widerstandskämpfer, dass dieser zwar blutüberströmt dort lag, aber noch lebte, und sich tot stellte. Auch erkannten sie nicht, dass es sich um den SS-Obergruppenführer Hanns Albin Rauter (1895–1949) handelte, General der Polizei und Waffen-SS sowie Höherer SS- und Polizeiführer (HSSPF) der besetzten Niederlande. Rauter wurde später gefunden und in ein Krankenhaus gebracht. Irrtümlich vermutete man einen Attentatsversuch auf seine Person. Sein Stellvertreter, SS-Brigadeführer Karl Eberhard Schöngarth, verfügte als „Vergeltungsmaßnahme“ die sofortige Exekution von 300 „Todeskandidaten“.
Es wurden Gefangene aus unterschiedlichen Gefängnissen zusammengetrieben und an mehreren Orten zur Erschießung geführt. Bei Woeste Hoeve waren es 117 Personen, unter ihnen der niederländische Widerstandskämpfer Jan Thijssen (1908–1945), die in Gruppen von jeweils zwanzig durch ein fünfzig Mann starkes Erschießungskommando im Abstand von fünf Minuten exekutiert wurden.

## Mahnmal

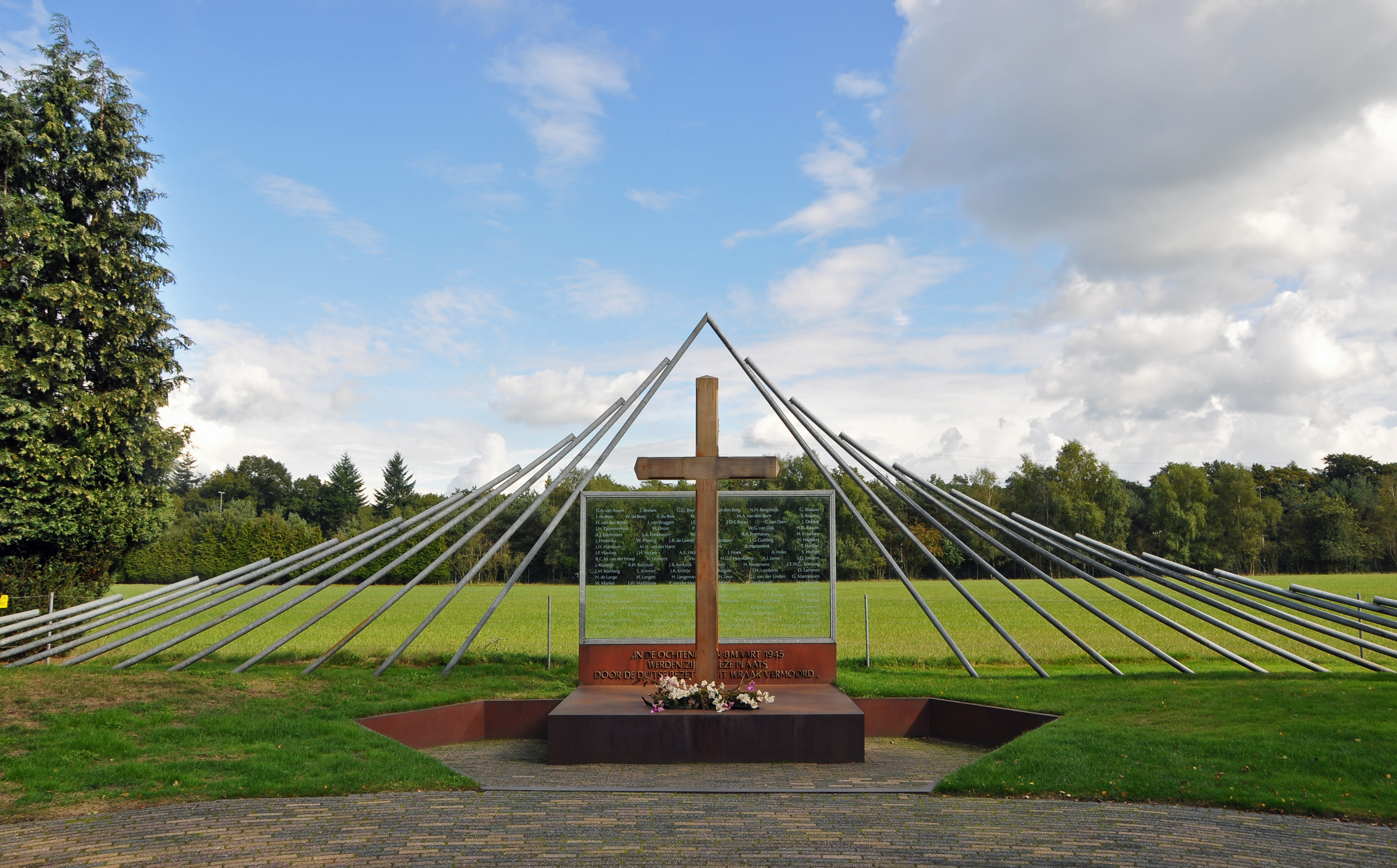
Mahnmal für die Erschossenen bei Woeste Hoeve

Am Ort der Erschießung, nur gut Hundert Meter südlich des Gehöfts, befindet sich heute eine Gedenkstätte (Bild).